# Nicola Daldello
Nicola Daldello (Treviso, 6 maggio 1983) è un allenatore di pallavolo ed ex pallavolista italiano, di ruolo palleggiatore, vice allenatore della Powervolley Milano.

## Carriera

### Giocatore
La carriera di Nicola Daldello inizia nelle selezioni giovanili del Treviso, dopo le quali disputa quattro campionati di Serie B1, tre con l'Oderzo e uno con l'Anaune, prima di esordire nella serie cadetta con il Pineto, nella stagione 2007-08. Seguono altre tre annate in B1, con il Bedizzole, il Correggio e il Cortona, prima della chiamata della Sir Safety Perugia, con cui esordisce nel massimo campionato italiano.
Nel campionato 2013-14 è tesserato per l'Argos, società di Sora militante in Serie A2, mentre nella stagione successiva torna in Superlega con il Città di Castello, restando nelle medesima categoria anche nel campionato 2015-16, nel quale difende i colori del Milano, dove rimane per due annate.
Per il campionato 2017-18 si accasa alla Powervolley Milano, mentre in quello seguente approda per un biennio alla Trentino, con la quale, nella prima annata, conquista il campionato mondiale per club e la Coppa CEV. Per la stagione 2020-21 fa ritorno alla Powervolley Milano, vincendo la Challenge Cup; dopo un biennio nel capoluogo lombardo, nel luglio 2022 annuncia il proprio ritiro dall'attività agonistica.

## Allenatore
Contestualmente alla notizia del ritiro, la Powervolley Milano annuncia il nuovo ruolo di Daldello in seno alla formazione meneghina, che nella stagione 2022-23 diventa vice allenatore di Roberto Piazza.

## Palmarès

### Club
- Campionato mondiale per club: 1

2018
- Coppa CEV: 1

2018-19
- Challenge Cup: 1

2020-21